# Carlo Donat-Cattin
Carlo Donat-Cattin, né le 26 juin 1919 à Finale Ligure et mort le 17 mars 1991  à Monte-Carlo, est un homme politique italien de la Démocratie chrétienne (DC).

## Biographie
Journaliste de profession, il participe en 1950 à une scission de la Confédération générale italienne du travail (CGIL) qui donne naissance à la Confédération italienne des syndicats de travailleurs (CISL). En 1954, il entre au conseil national de la Démocratie chrétienne, puis est élu à la Chambre des députés, dans la circonscription de Turin.
Il est nommé au gouvernement, dirigé alors par Mariano Rumor, le 5 août 1969, comme ministre du Travail et de la Sécurité sociale. Il quitte ces fonctions le 26 juin 1972, mais revient dans l'exécutif dès le 23 novembre 1974, en tant que ministre de l'Industrie, du Commerce et de l'Artisanat d'Aldo Moro. Il sort du gouvernement quatre ans plus tard, le 25 novembre 1978.
À l'occasion des élections générales anticipées de juin 1979, il quitte les bancs de la Chambre et intègre ceux du Sénat de la République, où il représente la circonscription du Piémont. Nommé ministre de la Santé le 1er août 1986 par Bettino Craxi, il redevient ministre du Travail et de la Sécurité sociale le 22 juillet 1989, sous Giulio Andreotti.
Il meurt en fonctions, des suites d'un accident cardiaque, le 17 mars 1991.